# Pseudonovella
Pseudonovella es un género de foraminífero bentónico de la subfamilia Ozawainellinae, de la familia Ozawainellidae, de la superfamilia Fusulinoidea, del suborden Fusulinina y del orden Fusulinida. Su especie tipo es Pseudonovella irregularis. Su rango cronoestratigráfico abarca desde el Bashkiriense superior hasta el Moscoviense (Carbonífero superior).
inferior).

## Discusión
Clasificaciones más recientes incluyen Pseudonovella en la superfamilia Ozawainelloidea, y en la subclase Fusulinana de la clase Fusulinata. También se ha incluido en Subfamilia Millerellinae.

## Clasificación
Pseudonovella incluye a las siguientes especies:
- Pseudonovella carbonica †, también considerado como Millerella carbonica †
- Pseudonovella carbonifera †, también considerado como Millerella carbonifera †
- Pseudonovella chomatica †, también considerado como Millerella chomatica †
- Pseudonovella dolixa †, también considerado como Eostaffella dolixa †
- Pseudonovella donetziana †, también considerado como Seminovella donetziana †
- Pseudonovella irregularis †
- Pseudonovella keltmensis †, también considerado como Seminovella keltmensis †
- Pseudonovella ohioicus †
- Pseudonovella marshalli †
- Pseudonovella megasphaerica †, también considerado como Millerella megasphaerica †
- Pseudonovella minuta †, también considerado como Eostaffella minuta †
- Pseudonovella monstrosa †
- Pseudonovella symmetrica †, también considerado como Millerella symmetrica †
- Pseudonovella venusta †
- Pseudonovella vivax †, también considerado como Millerella vivax †
- Pseudonovella fragilis †, también considerado como Seminovella fragilis †